# معهد الرايات
معهد الرايات (بالإنجليزية: Flag Institute) مؤسسة تعليمية خيرية تأسست عام 1971، ويقع مقرها في لندن، المملكة المتحدة. تدّعي أنها أكبر منظمة مختصة بالرايات في العالم. يُحفظ في هذا المعهد سِجِل رايات المملكة المتحدة، كما يقدّم النصح والإرشاد حول الرايات واستخدامها.

## تاريخ
قام ويليام كرامبتون بتشكيل المعهد من قسم الرايات التابع لجمعية رايات النبلاء في ذكرى يوم القديس جرجس، 23 نيسان/ أبريل 1971، والذي أصبح لاحقًا رئيسًا للاتحاد الدولي لعلم الرايات (بالفرنسية اختصارًا: FIAV). وتقوم هذه المؤسسة على عضوية المختصين بعِلم الرايات، إذ انضم لها أكثر من 500 شخص من جميع أنحاء العالم. وهي تقدّم النصح والإرشاد حول الرايات واستخدامها للأفراد والمنظمات، بما فيها حكومة المملكة المتحدة، ومؤسسات إعلامية مثل هيئة الإذاعة البريطانية، وعدد من الناشرين والمتاحف والمكتبات.

## إصدارات
نشر معهد الرايات في عام 2010، بالتعاون مع لجنة الأعلام البرلمانية والنبلاء
دليلاً لبروتوكولات العلم البريطاني أعلام مرفرفة في المملكة المتحدة (ISBN 978-0-9513286-1-3).

## وصلات خارجية
- الموقع الرسمي